# Schwarmstedt
Schwarmstedt ist eine Gemeinde in der nach ihr benannten Samtgemeinde Schwarmstedt im Süden des Landkreises Heidekreis in Niedersachsen.

## Geographie
Schwarmstedt liegt in der weiten Talsandebene des Aller-Urstromtals an der Leine, die nördlich von Schwarmstedt in die hier etwas kleinere Aller mündet. Ortsteile der Gemeinde sind das nördlich vom Kernort Schwarmstedt gelegene Bothmer sowie Grindau im Süden.

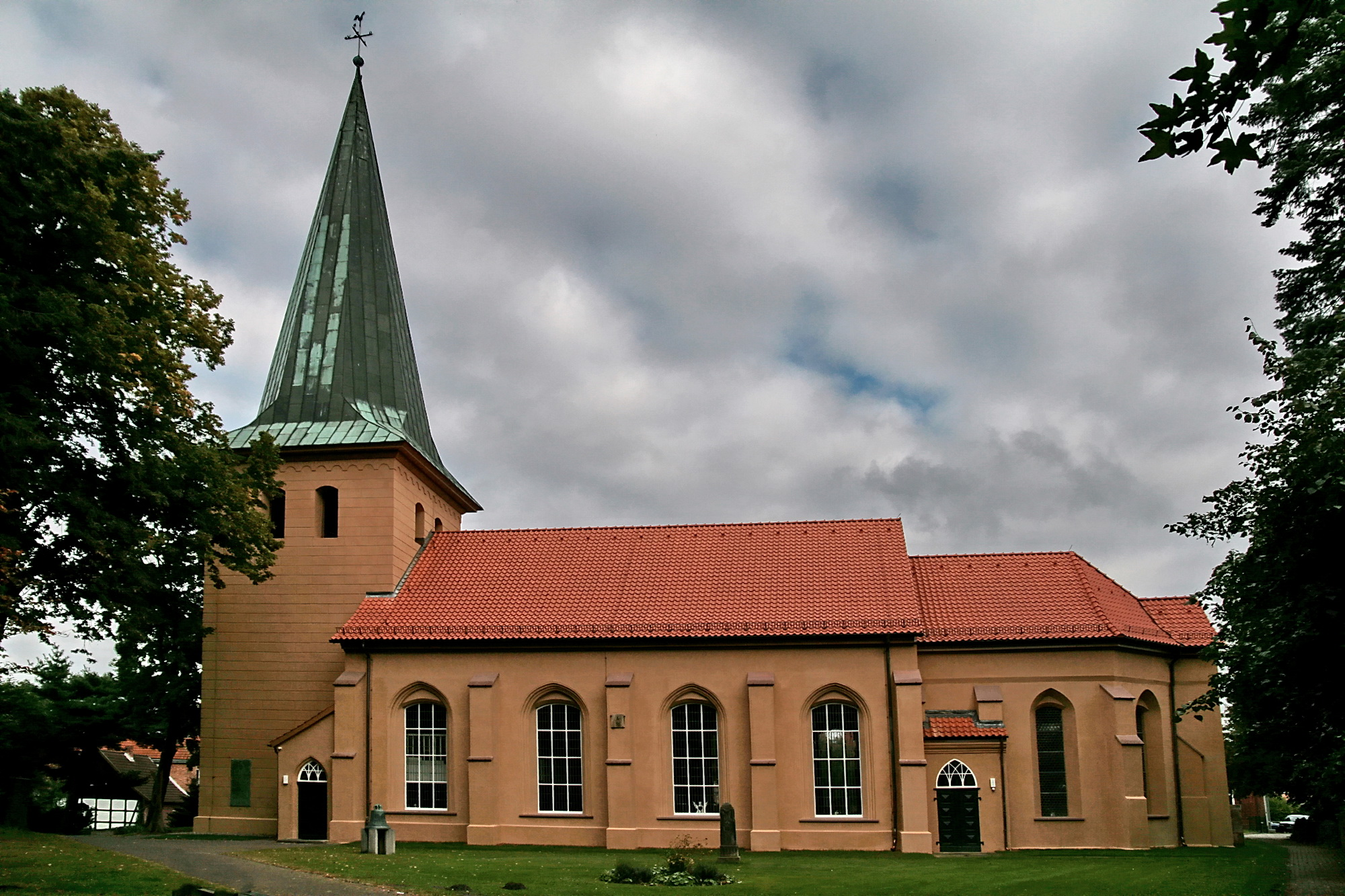
St.-Laurentius-Kirche

## Geschichte
Gegen 1150 schenkte Edelherr Mirabilis dem Bistum Minden die Ländereien um die Kirche von Schwarmstedt (ecclesia swarmstede). Sie war der kirchliche Mittelpunkt der einstigen Amtsvogtei Essel. Der Kirchenbau wurde um 1510 durch eine dreischiffige Hallenkirche im gotischen Stil ersetzt (die heutige St. Laurentius-Kirche). Vermutlich zum Ende des 14. Jahrhunderts fielen die Ländereien an das Herzogtum Braunschweig-Lüneburg.
Für die wirtschaftliche Entwicklung Schwarmstedts wurde nach der Mittelpunktsfunktion der Kirche die Entwicklung der Verkehrswege wesentlich. Dies war zunächst die Schifffahrt auf der regulierten Leine, dann der Ausbau der Straße Celle – Ahlden. Auch die Einrichtung der Poststelle förderte die Entwicklung. 1890 wurde die Heidebahn bis Visselhövede eröffnet, welche 1901 von Walsrode bis nach Buchholz in der Nordheide weitergeführt wurde. Wenig später (1903 bis 1905) wurde die – heute stillgelegte – Bahnstrecke Celle–Wahnebergen gebaut.
Am 1. März 1974 wurden die Gemeinden Bothmer und Grindau eingegliedert.
Am 7. März 1974 wurde im Zuge der Gebietsreform des Landes Niedersachsen die Samtgemeinde Schwarmstedt gebildet.

## Religion

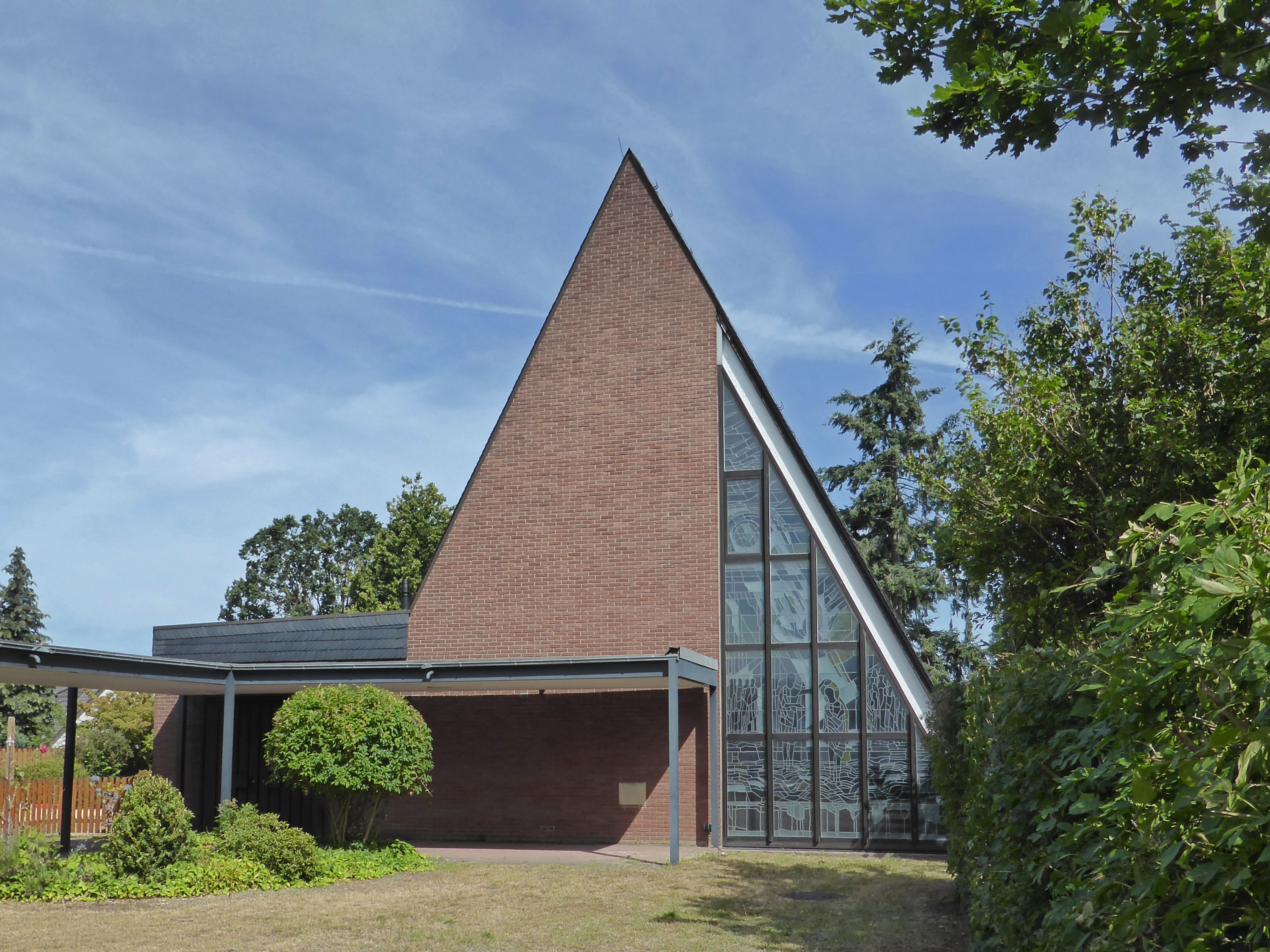
Heilig-Geist-Kirche

Die Kirchengemeinde St. Laurentius gehört zum Kirchenkreis Walsrode. Sie wird von einem 2003 gegründeten Förderverein unterstützt.
Die katholische Heilig-Geist-Kirche befindet sich im Süden von Schwarmstedt, am Alten Heuweg. 1960 erfolgte ihre Grundsteinlegung, und am 23. Juli 1961 wurde sie geweiht. Seit dem 1. November 2014 gehört die Kirche zur Pfarrei „St. Maria Immaculata“ mit Sitz in Mellendorf.
Eine Neuapostolische Kirche befindet sich im Osten von Schwarmstedt, an der Straße Am Ring. Ihre Gemeinde besteht seit 1950 und gehört zum Kirchenbezirk Hannover-Nord.

## Politik

### Gemeinderat
Der Rat der Gemeinde Schwarmstedt setzt sich aus 17 Mitgliedern zusammen. Die Ratsmitglieder werden durch eine Kommunalwahl für jeweils fünf Jahre gewählt.
Bei der Kommunalwahl 2021 ergab sich folgende Sitzverteilung:
| Gemeinderat 2021Insgesamt 17 Sitze - SPD: 10 - Grüne: 2 - UWG: 2 - CDU: 3 |

Die vorherigen Kommunalwahlen ergaben folgenden Sitzverteilungen:
| Wahljahr | SPD | CDU | Gesamt   |
| -------- | --- | --- | -------- |
| 2016     | 12  | 5   | 17 Sitze |

### Wappen
Die Blasonierung des Schwarmstedter Wappens lautet: „In Silber ein roter Hauptschragen, darin eine goldene Pflugschar, begleitet von zwei silbernen Radkreuzen.“
Der vom Schildhaupt und Andreaskreuz (Wappen des Geschlechts von Hademstorf) vereinte Hauptschragen ehrt das Andenken des zur lüneburgischen Ritterschaft gehörenden Rittergeschlechts, das 400 Jahre im Besitz des Gutes gewesen ist und weist Schwarmstedt als Verkehrsknotenpunkt aus, der dem Ort auch den Vorrang in kirchlicher und wirtschaftlicher Sicht seit Jahrhunderten bescheinigt. Die Pflugschar betont die frühere landwirtschaftliche Struktur des Dorfes.
Die beiden Radkreuze sind Sinnbilder der vereinten weltlichen und kirchlichen Macht als Heils-, Wunsch- und Abwehrzeichen aus germanischer Zeit, wie sie im Schnitzwerk der Bauernhäuser zu finden sind.

### Städtepartnerschaften
Städtepartnerschaften bestehen zu Kröpelin (Mecklenburg-Vorpommern) und Miękinia in der polnischen Woiwodschaft Dolny Śląsk (Niederschlesien).

## Kultur und Sehenswürdigkeiten
- Die evangelisch-lutherische Kirche St. Laurentius ist benannt nach Laurentius von Rom, sie befindet sich in der Ortsmitte an der Kirchstraße. Das heutige Kirchengebäude wurde um 1510 erbaut, etwa 100 Jahre später wurde der Turm erneuert.
- Der Friedhof wurde im 19. Jahrhundert angelegt und in den 1960er Jahren zur heutigen Größe erweitert. Die Friedhofskapelle wurde 1867 eingeweiht und im 20. Jahrhundert zweimal erweitert.
- Harry’s klingendes Museum zeigt eine Vielzahl mechanischer Musikinstrumente von ihren Anfängen bis 1920 und führt sie vor.
- Das Rittergut Schwarmstedt gehört seit 1747 der Familie von Lenthe.[5]
- Im Ortsteil Bothmer befinden sich die Rittergüter Bothmer I, II und IV, die bis heute der Familie von Bothmer gehören.[5]
- Die Alte Dorfschule von 1909 im Ortsteil Bothmer wurde zu einem Schulmuseum umgebaut und zeigt, wie einklassige Schulen vergangener Zeiten aussahen.
- Zwischen Bothmer und Gilten befindet sich die Galerie-Holländer-Windmühle Bothmer, die im Jahr 1822 die bis dahin betriebene Wassermühle ersetzte.

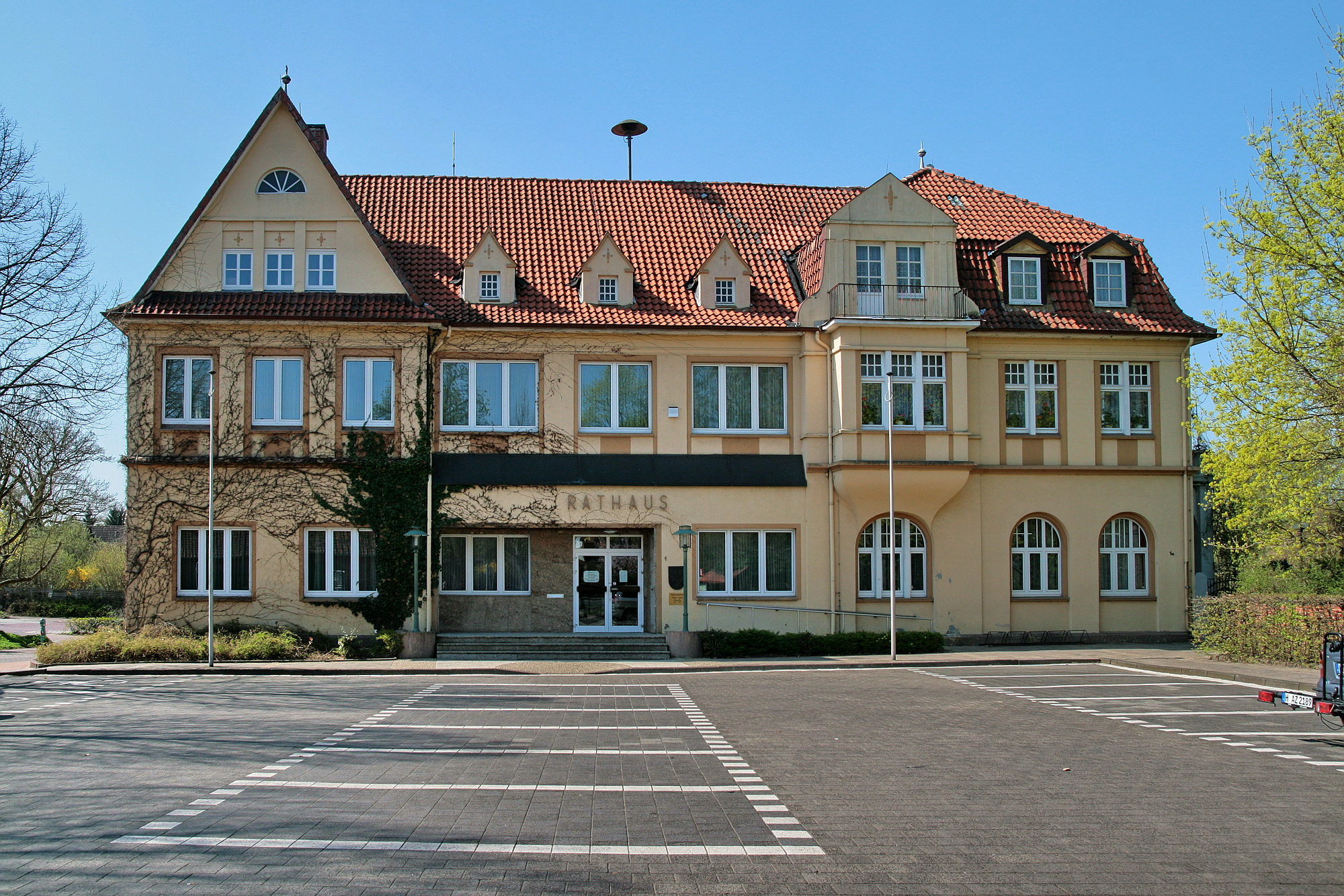
Rathaus Schwarmstedt
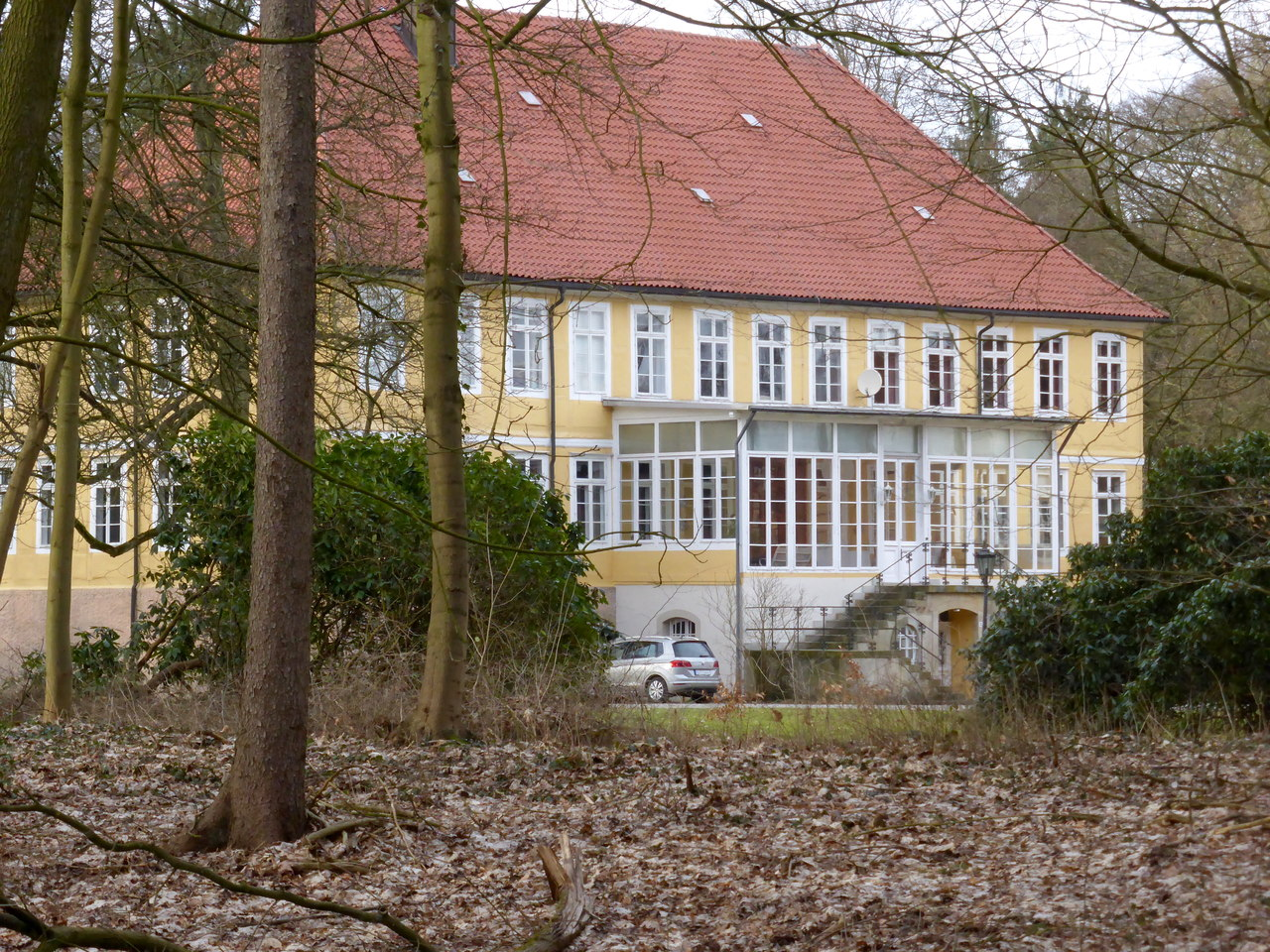
Herrenhaus Alt Schwarmstedt
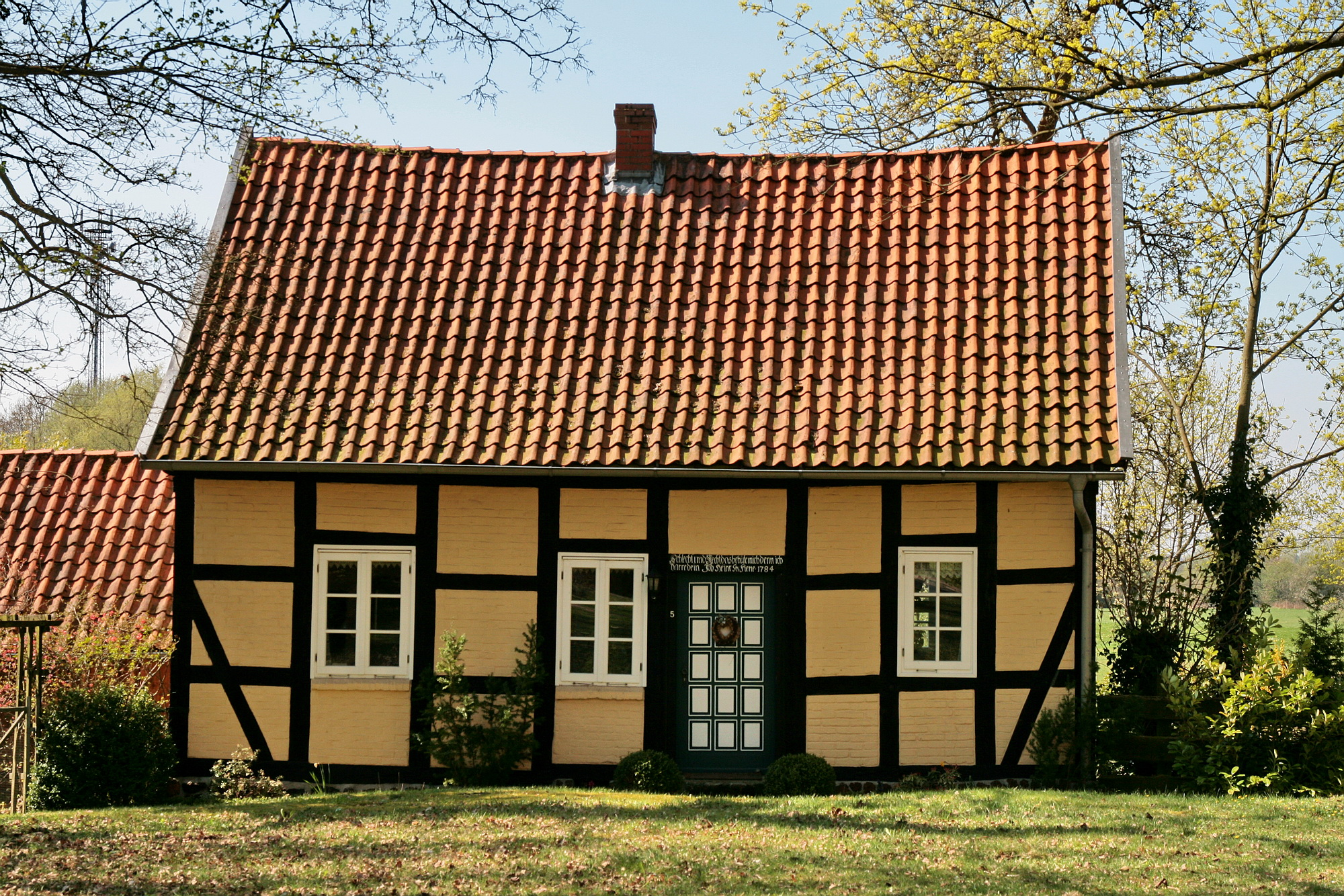
Fachwerkhaus von 1784 gegenüber der St. Laurentiuskirche
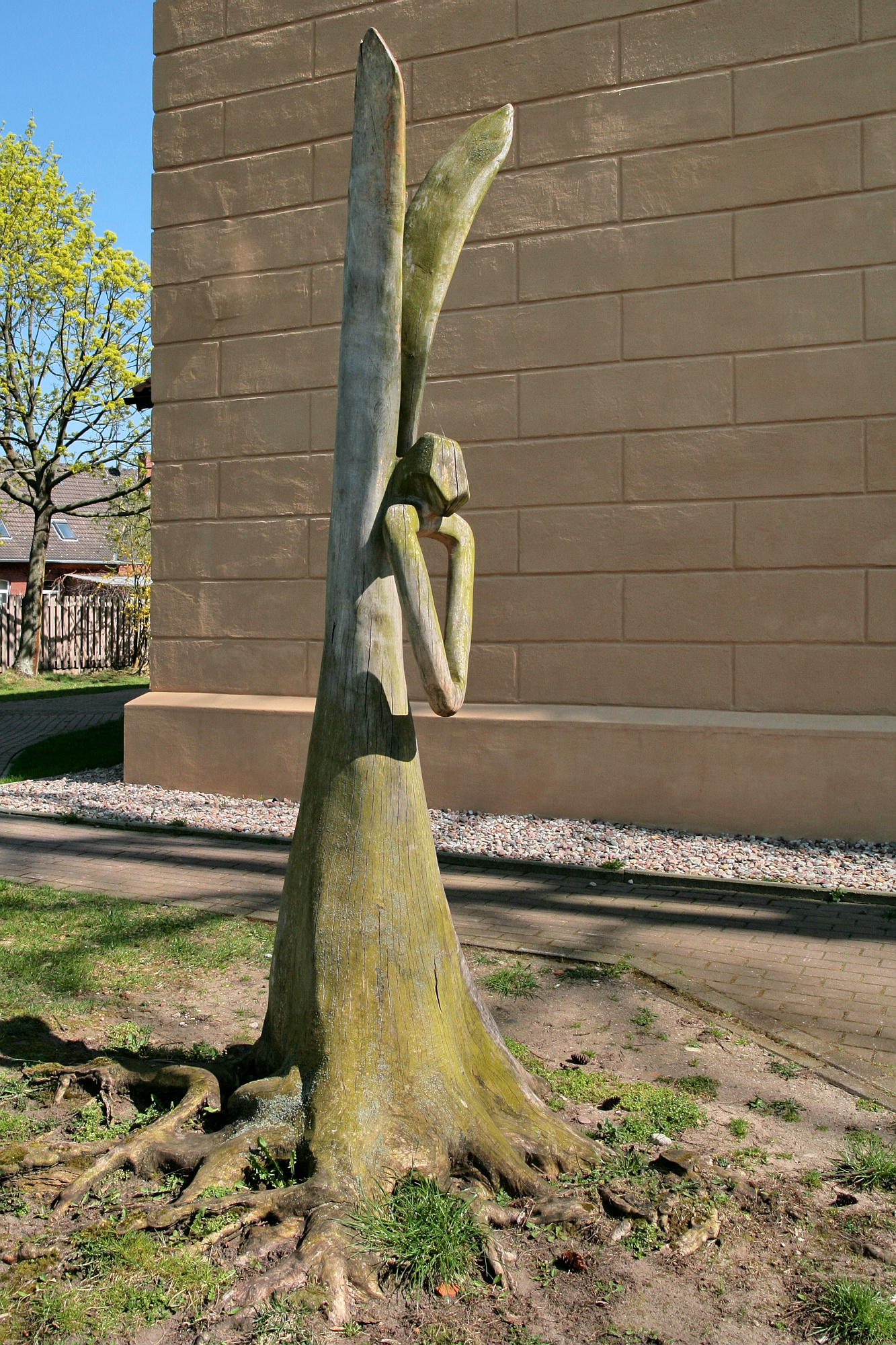
Engel-Skulptur vor der Kirche
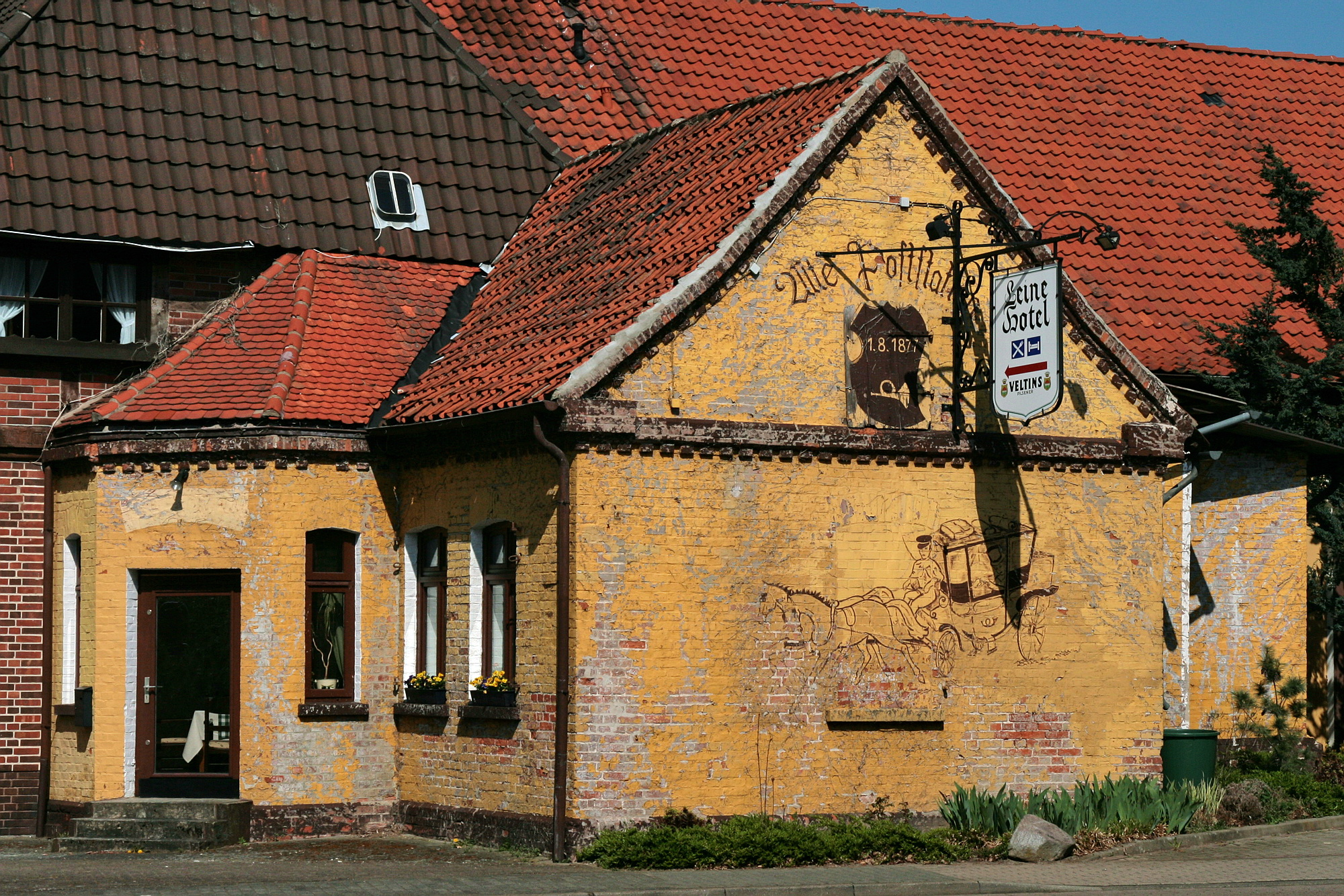
Alte Poststelle von 1877
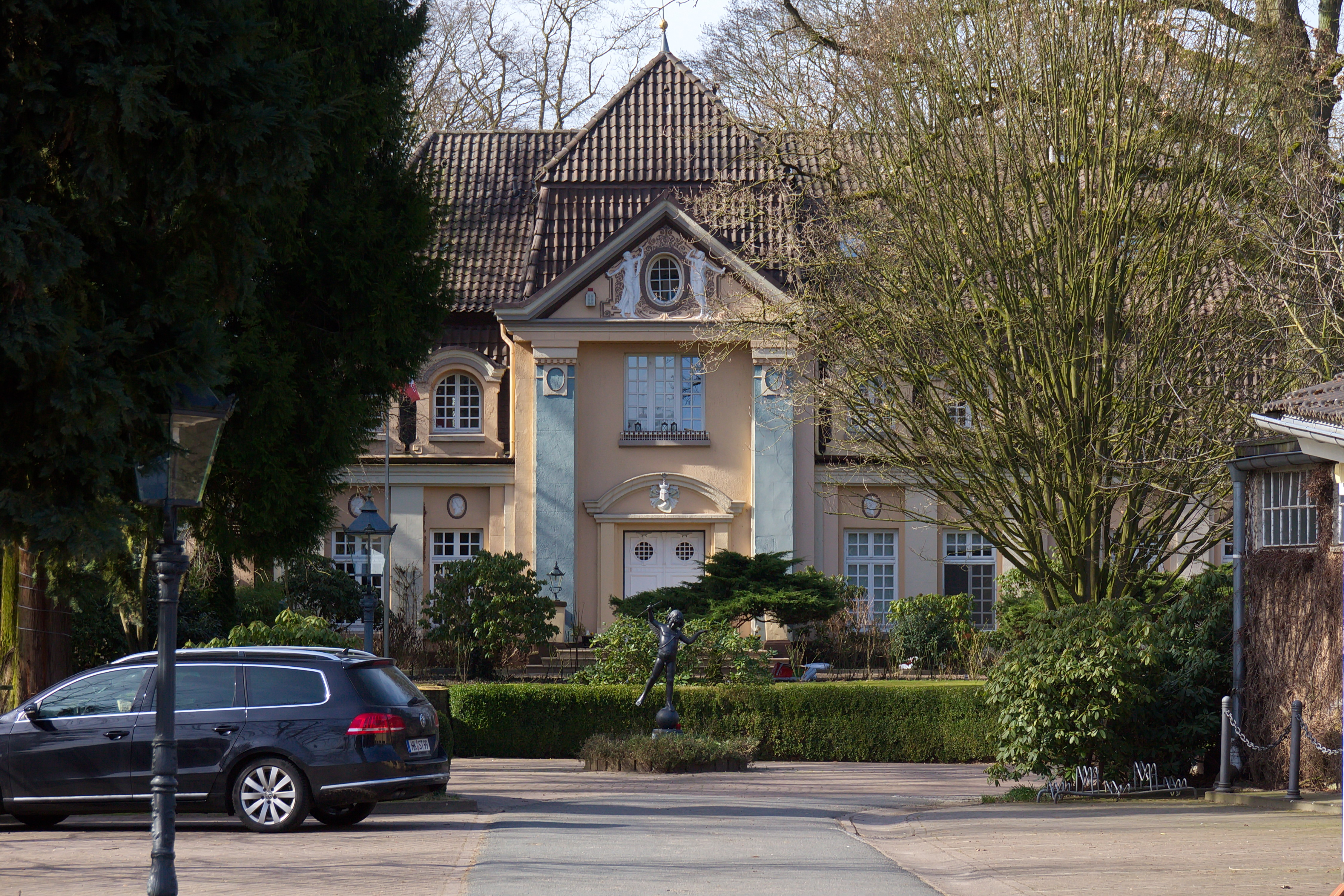
Schloss Bothmer
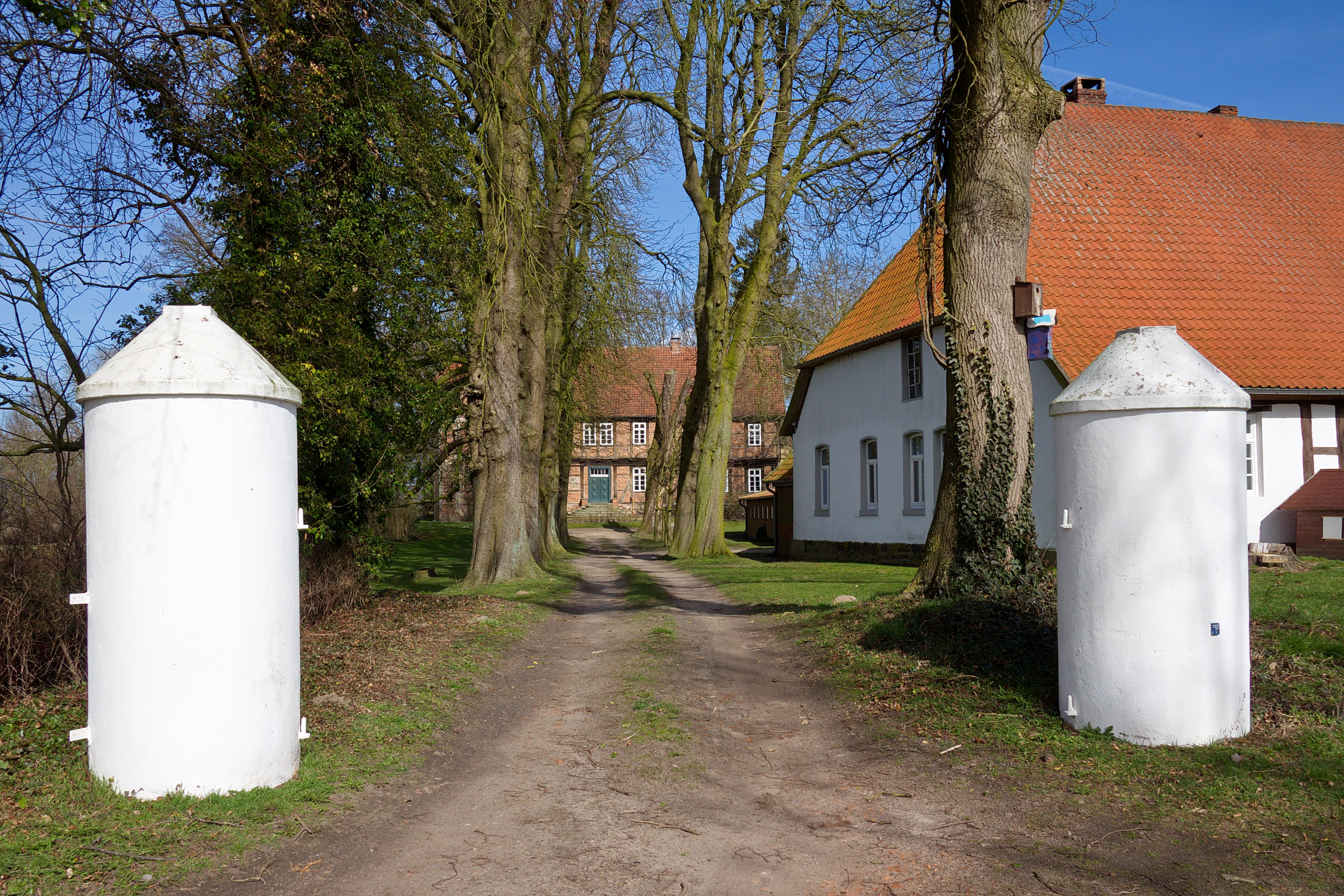
Rittergut Bothmer I

## Wirtschaft und Infrastruktur
Die Gemeinde gehört zum regionalen Standortmarketing-Verbund Aller-Leine-Tal und ist Standort der Unternehmen GP Günter Papenburg AG (Bauunternehmen) sowie Snackmaster Tiefkühlkost GmbH & Co KG.

### Verkehr

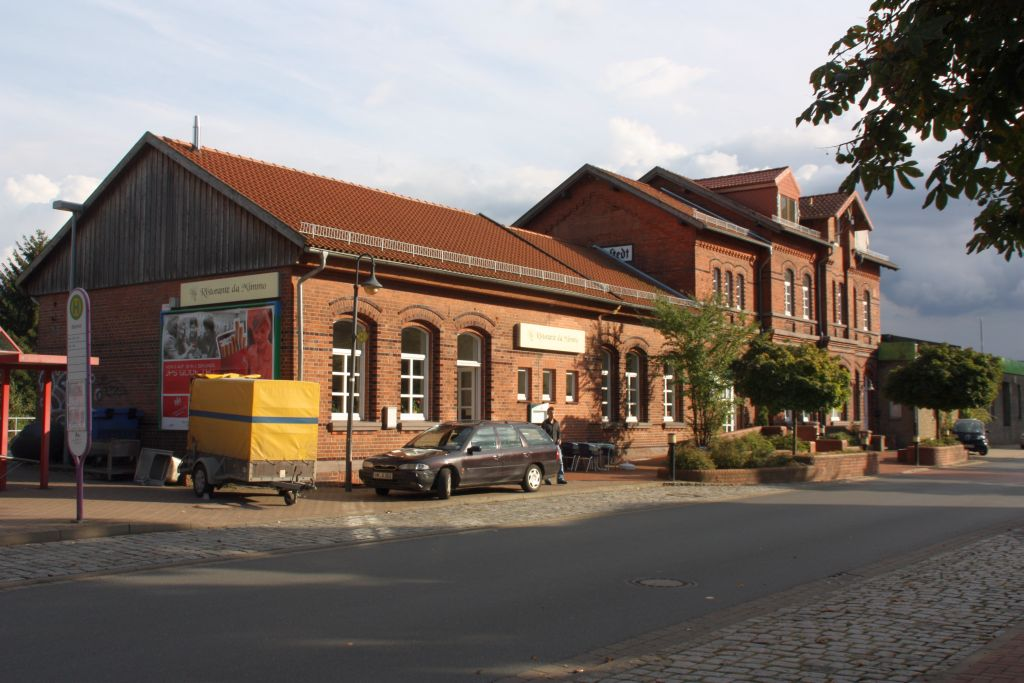
Bahnhof Schwarmstedt

Schwarmstedt liegt an der ostwestlich verlaufenden B 214 zwischen den Städten Nienburg/Weser und Celle und verfügt über eine benachbarte Gemeinde um eine Anschlussstelle an die A 7.
Der Bahnhof Schwarmstedt an der nordsüdlich verlaufenden Heidebahn zwischen Walsrode und Hannover ist mit dem „Schwarmstedt-Tarif“ an den Großraumverkehr Hannover angeschlossen. Die Linie RB 38 fährt im Stundentakt nach Hannover Hbf und Buchholz (Nordheide) bzw. am Wochenende weiter nach Hamburg-Harburg. Die Fahrt nach Hannover dauert etwa 30 Minuten. 
Über den Leinehafen gibt es eine Anbindung an Wasserwege.

### Bildung
Grundschulen befinden sich in Schwarmstedt und in Bothmer. Beide Grundschulen sind offene Ganztags-Grundschulen mit Schulessen.
Schwarmstedt verfügt mit der „Wilhelm-Röpke-Schule“ über ein weiterführendes Schulangebot, das alle Schulabschlüsse einschließlich Abitur ermöglicht. Die Schule wird als Kooperative Gesamtschule (KGS) geführt und von rund 1350 Schülern aus dem Heidekreis, dem Landkreis Celle und der Region Hannover besucht. Sie wurde für ihre Arbeit 2013 im Wettbewerb „Starke Schule“ als beste Schule Niedersachsens ausgezeichnet. Die KGS bietet seit 2003 zudem eine Ganztagsbetreuung an.

## Persönlichkeiten
- Otto Durlach (1821–1893), geboren in Grindau, Ingenieur, Oberbaurat und Geheimer Regierungsrat
- Zu den bekanntesten Persönlichkeiten gehört der am 10. Oktober 1899 in Schwarmstedt geborene Nationalökonom Wilhelm Röpke, der als Wissenschaftler und politischer Berater die Entwicklung im Nachkriegsdeutschland maßgeblich mitgeprägt hat. Ihm zu Ehren trägt die örtliche Schule seinen Namen.
- Friedrich Kemnade (* 12. Dezember 1911; † 29. Januar 2008 in Hamburg), Marineoffizier, zuletzt Konteradmiral der Bundesmarine
- Carl Beddermann (* 1941), deutscher Jurist, Politiker und Berater des polnischen Vizepremierministers
- Wilfred H. G. Neuse (* 1949), Fotokünstler
- Peter Rabe (1951–2018), Politiker (SPD), Mitglied des Niedersächsischen Landtages
- Fritz Koch (* 1951), Zeichner und Maler
- Friedrich-Otto Ripke (* 21. April 1953), Politiker (CDU), Niedersächsischer CDU-Generalsekretär und niedersächsischer Staatssekretär im Ministerium für Ernährung, Landwirtschaft, Verbraucherschutz und Landesentwicklung